# 陳文奮
陳文奮（1920年—），原越南共和國海軍軍官，軍銜海軍少校，曾在1965年4月26日至1966年9月底期間擔任海軍軍種司令。

## 生平
陳文奮生於1920年。畢業於商船海事學校。後加入海軍，1952年畢業於芽庄海軍軍官學校第一期。